# Кусуносэ Юкихико
Кусуносэ Юкихико (яп. 楠瀬 幸彦, 28 апреля 1858, Тоса — 20 марта 1927, Токио) — японский государственный и военный деятель, генерал Японской Императорской армии. Занимал государственные посты губернатора префектуры Карафуто (1907—1908) и министра армии (1913—1914).
Кусуносэ был старшим сыном в самурайской семье родом из княжества Тоса (ныне префектура Коти). Он был призван в ряды Императорской армии в декабре 1880 года, служил в артиллерийских войсках.
С 1881 по 1885 годы исполнял обязанности военного атташе Японии во Франции и Германии. После возвращения в Японию служил в артиллерийском батальоне Императорской гвардии Японии до 1888 года, после чего находился на различных административных и штабных должностях в генеральном штабе Японской Императорской армии. Так, с апреля 1891 по сентябрь 1893 года он находился в Санкт-Петербурге в качестве резидента сотрудника японского посольства.
В ноябре 1894 года Кусуносэ был назначен резидентом сотрудника японского консульства в Сеуле. В то время отношения между Японской империей и правительством Кореи, общество которой было поделено на прояпонски и антияпонски настроенных граждан, складывались крайне напряженно. Кусуносэ присутствовал в Сеуле во время убийства королевы Мин, осуществленным японским отрядом во главе с Миурой Горо, и по возвращении в Японию подвергся аресту, как и многие другие члены японского консульства в Корее. Наряду с Миурой он был освобожден по решению Хиросимского военного трибунала «за отсутствием доказательств».
Следующей должностью Кусуносэ стал пост начальника штаба армии Генерал-губернаторства Тайвань, который он занимал совсем недолго, а затем — начальника штаба 12-й дивизии Японской Императорской армии (с 1900 года). В июне 1901 года он был произведен в генерал-майоры.
В перерыве между 1901 годом и началом Русско-японской войны Кусуносэ был комендантом Цусимской крепости, заведовал артиллерийским арсеналом Осаки. Когда началась война против России, он принял полномочия командующего японской тяжёлой артиллерией при 2-й армии. Позднее, в ходе войны, он командовал артиллерией Маньчжурской армии, участвовал в решающем Мукденском сражении. После войны он командовал Крепостью Юра, с 1906 года — гарнизоном новообразованной префектуры Карафуто, а годом позже — стал руководить администрацией этой префектуры.
В 1907 году Кусуносэ был повышен до генерал-лейтенанта. С июня 1913 по апрель 1914 года он занимал должность министра армии Японии.
В апреле 1917 года Кусуносэ ушел в отставку. Он прожил еще 10 лет и умер в 1927 году. Его могила находится на кладбище Тама в Футю (Токио).